# Larmor-Plage
Larmor-Plage (bret. An Arvor) – miejscowość i gmina we Francji, w regionie Bretania, w departamencie Morbihan.
Według danych na rok 1990 gminę zamieszkiwało 8078 osób, a gęstość zaludnienia wynosiła 1111 osób/km² (wśród 1269 gmin Bretanii Larmor-Plage plasuje się na 38. miejscu pod względem liczby ludności, natomiast pod względem powierzchni na miejscu 938.).